# National Basketball Association 1980-1981
La stagione della National Basketball Association 1980-1981 fu la 35ª edizione del campionato NBA. La stagione si concluse con la vittoria dei Boston Celtics, che sconfissero gli Houston Rockets per 4-2 nelle finali NBA.

## Squadre partecipanti
I Dallas Mavericks si aggiungono da questa stagione, portando le squadre a 23.
- Atlanta Hawks
- Boston Celtics
- Chicago Bulls
- Cleveland Cavaliers
- Dallas Mavericks
- Denver Nuggets
- Detroit Pistons
- G.S. Warriors
- Houston Rockets
- Indiana Pacers
- K.C. Kings
- L.A. Lakers

- Milwaukee Bucks
- N.J. Nets
- N.Y. Knicks
- Phoenix Suns
- Philadelphia 76ers
- Portland T. Blazers
- San Antonio Spurs
- San Diego Clippers
- Seattle S.Sonics
- Utah Jazz
- Washington Bullets

## Classifica finale

### Eastern Conference
| Squadra            | V  | P  | %    | GB |
| ------------------ | -- | -- | ---- | -- |
| Boston Celtics C   | 62 | 20 | 75,6 | -  |
| Philadelphia 76ers | 62 | 20 | 75,6 | -  |
| New York Knicks    | 50 | 32 | 61,0 | 12 |
| Washington Bullets | 39 | 43 | 47,6 | 23 |
| New Jersey Nets    | 24 | 58 | 29,3 | 38 |

| Squadra             | V  | P  | %    | GB |
| ------------------- | -- | -- | ---- | -- |
| Milwaukee Bucks     | 60 | 22 | 73,2 | -  |
| Chicago Bulls       | 45 | 37 | 54,9 | 15 |
| Indiana Pacers      | 44 | 38 | 53,7 | 16 |
| Atlanta Hawks       | 31 | 51 | 37,8 | 29 |
| Cleveland Cavaliers | 28 | 54 | 34,1 | 32 |
| Detroit Pistons     | 21 | 61 | 25,6 | 39 |

### Western Conference
| Squadra           | V  | P  | %    | GB |
| ----------------- | -- | -- | ---- | -- |
| San Antonio Spurs | 52 | 30 | 63,4 | -  |
| Kansas City Kings | 40 | 42 | 48,8 | 12 |
| Houston Rockets   | 40 | 42 | 48,8 | 12 |
| Denver Nuggets    | 37 | 45 | 45,1 | 15 |
| Utah Jazz         | 28 | 54 | 34,1 | 24 |
| Dallas Mavericks  | 15 | 67 | 18,3 | 37 |

| Squadra                | V  | P  | %    | GB |
| ---------------------- | -- | -- | ---- | -- |
| Phoenix Suns           | 57 | 25 | 69,5 | -  |
| Los Angeles Lakers     | 54 | 28 | 65,9 | 3  |
| Portland Trail Blazers | 45 | 37 | 54,9 | 12 |
| Golden State Warriors  | 39 | 43 | 47,6 | 18 |
| San Diego Clippers     | 36 | 46 | 43,9 | 21 |
| Seattle SuperSonics    | 34 | 48 | 41,5 | 23 |

## Vincitore
| Campione NBA 1980-1981      |
| --------------------------- |
| Boston Celtics (14º titolo) |

## Statistiche
| Categoria          | Giocatore           | Team               | Statistiche |
| ------------------ | ------------------- | ------------------ | ----------- |
| Punti              | Adrian Dantley      | Utah Jazz          | 30.6        |
| Rimbalzi           | Moses Malone        | Houston Rockets    | 14.8        |
| Assist             | Kevin Porter        | Washington Bullets | 9.1         |
| Palle rubate       | Magic Johnson       | L.A. Lakers        | 3.4         |
| Stoppate           | George Johnson      | San Antonio Spurs  | 3.4         |
| Palle perse        | Ben Poquette        | Utah Jazz          | 4.2         |
| Minuti per partita | Adrian Dantley      | Utah Jazz          | 42.7        |
| FG%                | Artis Gilmore       | Chicago Bulls      | 67.0        |
| FT%                | Calvin Murphy       | Houston Rockets    | 95.8        |
| 3FG%               | Brian Taylor        | San Diego Clippers | 38.3        |
| Efficienza         | Kareem Abdul-Jabbar | L.A. Lakers        | 25.4        |

## Premi NBA
| Premio                              | Giocatore        | Team               |
| ----------------------------------- | ---------------- | ------------------ |
| NBA Most Valuable Player Award      | Julius Erving    | Philadelphia 76ers |
| NBA Rookie of the Year Award        | Darrell Griffith | Utah Jazz          |
| NBA Coach of the Year Award         | Jack McKinney    | Indiana Pacers     |
| NBA Executive of the Year Award     | Jerry Colangelo  | Phoenix Suns       |
| J. Walter Kennedy Citizenship Award | Mike Glenn       | N.Y. Knicks        |